# Rubbiatron
Nel campo della fisica nucleare, il rubbiatron è la prima proposta per un reattore nucleare ad amplificazione di energia affiancato da una sorgente esterna di protoni (sistema noto in inglese come Accelerator-Driven System o ADS), necessaria ad alimentare la reazione nucleare nel nucleo del reattore in sé. Questo, infatti, ha la caratteristica di essere un reattore subcritico, incapace di sostenere autonomamente una reazione a catena e, dunque, di dar luogo a una reazione incontrollata.
Per innescare la reazione a catena, esso ha bisogno di essere irraggiato da un potente fascio di particelle proveniente da un acceleratore di particelle (sincrotrone): una volta acceso, il nucleo del reattore rilascia sufficiente energia termica da poter essere trasformata in energia elettrica che servirà ad alimentare l'acceleratore di particelle e a fornire un surplus di energia elettrica destinato all'immissione nella rete elettrica.

## Storia
L'idea viene attribuita al nobel Carlo Rubbia, fisico nucleare italiano già direttore del laboratorio internazionale di fisica nucleare europeo CERN. Rubbia ha pubblicato un articolo contenente un progetto base per un reattore nucleare di potenza sostenuto energeticamente da un acceleratore di protoni (sincrotrone) con energia minima del fascio da 800 MeV a 1 GeV, da puntare su un reattore nucleare subcritico, con barre di torio come materiale fissile e piombo liquido come refrigerante.

## Principio e fattibilità
L'amplificatore d'energia si serve di un acceleratore a sincrotrone per produrre un fascio di protoni. Questi colpiscono un bersaglio in metallo pesante (come piombo, torio o uranio) e danno luogo a un flusso di neutroni attraverso il processo della spallazione. Inoltre si prospetta la possibilità di aumentare il flusso neutronico attraverso l'uso di un amplificatore di neutroni (un film sottile di materiale fissile che circonda la sorgente di spallazione). Una più ampia trattazione dell'amplificazione di neutroni nei reattori CANDU si trova nel sito, anche se il CANDU è un modello di reattore critico, molti dei suoi concetti possono essere applicati a un sistema sub-critico. I nuclei di torio assorbono neutroni dando luogo alla trasmutazione degli elementi e si genera il materiale fissile uranio-233, un isotopo dell'uranio che non si trova in natura. La cascata di neutroni moderati produce la fissione dello U-233, che rilascia energia.
Questo disegno di reattore è interamente plausibile con la tecnologia disponibile attualmente, dal momento che si dispone del sincrotrone della potenza necessaria e della tecnologia metallurgica e ingegneristica per gli amplificatori di neutroni e il reattore a barre di torio, ma richiede ulteriori studi prima che esso possa essere dichiarato sia pratico sia economicamente conveniente.

## Vantaggi
Questo progetto presenta una serie di potenziali vantaggi rispetto ai reattori nucleari a fissione convenzionali:
- Il progetto di tipo sottocritico comporta che la reazione nucleare non possa divergere; se qualsiasi parametro si allontanasse dai valori di progetto, la reazione si fermerebbe e il reattore si raffredderebbe. La fusione del nocciolo potrebbe comunque avvenire anche a reattore spento qualora venga persa la possibilità di raffreddamento del nucleo ancora caldo.
- Il torio è un elemento decisamente più abbondante in natura dell'uranio; in questo modo vengono attenuati i problemi, strategici e politici, di approvvigionamento, e viene eliminato il costoso e dispendioso processo di separazione isotopico. Allo stato attuale si prevede che le riserve di torio siano sufficienti alla produzione di energia per molte centinaia di anni.
- L'amplificatore di energia produrrebbe pochissimo plutonio, quindi questo progetto viene ritenuto molto più rispondente ai principi di non proliferazione nucleare rispetto ai reattori nucleari convenzionali (sebbene la questione dell'uso di uranio-233 come combustibile per armi nucleari debba essere valutata con attenzione).
- Esiste la possibilità di utilizzare questo reattore per "bruciare" plutonio, riducendo le riserve mondiali di questo pericoloso elemento a lunghissimo tempo di dimezzamento.
- Vengono prodotti meno rifiuti radioattivi a lungo tempo di dimezzamento; dopo 500 anni, i rifiuti prodotti avranno la stessa attività delle ceneri di carbone.
- Non sono richieste alcune innovazioni tecnologiche ulteriori; la tecnologia necessaria per costruire l'amplificatore di energia è già stata dimostrata in laboratorio. La costruzione richiede soltanto una certa ingegnerizzazione, non ricerca fondamentale (al contrario delle proposte collegate alla fusione nucleare).
- La produzione di energia potrebbe essere conveniente dal punto di vista economico anche se si considerano i costi complessivi del ciclo del combustibile nucleare: la gestione dello smantellamento e dello smaltimento delle scorie e struttura.
- Il progetto potrebbe funzionare in una scala relativamente piccola, rendendolo più adatto per paesi senza un sistema adeguato di griglia di potenza elettrica.[10]
- La sicurezza intrinseca e il trasporto in sicurezza del combustibile potrebbero rendere la tecnologia più adeguata ai paesi in via di sviluppo oltre che ad aree densamente popolate.[11]

## Svantaggi
Esiste un insieme di difficoltà tecniche generali.
- Ogni reattore avrebbe bisogno di un costoso acceleratore (nella fattispecie un sincrotrone) per generare i fasci di protoni.
- Se l'energia di 1 GeV non risulta problematica da raggiungere, lo è invece la potenza di circa 12 MW richiesta, proporzionale alla luminosità del fascio. Nel 2006, per studi di scienza dei materiali, è stata completata la Spallation Neutron Source (sorgente di neutroni a spallazione) che utilizza un fascio di protoni da 1,44 MW di potenza, con energia di 1 GeV. Si progetta di aggiornarlo a 5 MW di potenza.